# Gert van den Berg
Gerrit (Gert) van den Berg (Rotterdam, 15 oktober 1935 – Genemuiden, 13 juni 2024) was een Nederlandse politicus voor de Staatkundig Gereformeerde Partij (SGP).

## Biografie
Van den Berg groeide op in Veenendaal en volgde een bakkersopleiding en vervolgens de hbo-opleiding voor drogist.

### Politieke carrière
Van den Berg deed zijn intrede in de politiek in 1966 toen hij gemeenteraadslid werd in Veenendaal. In 1970 werd hij daar wethouder. In 1972 werd hij de eerste voorzitter van de SGP-jongeren, wat hij bleef tot 1986. Tijdens zijn wethouderschap in Veenendaal vertelde de toenmalige burgemeester hem dat er een burgemeester in hem school. 
Van den Berg was burgemeester van Sint Philipsland (1973–1981) en van Genemuiden (1981–1986). Toen de post in Sint Philipsland vrij kwam, ging de voordracht in eerste instantie niet door. Destijds moest een burgemeester nog medisch gekeurd worden en bij Van den Berg bleek een virus de boosdoener. Een aantal weken later werd hij alsnog genezen verklaard en benoemd.
Van den Berg was van 1974 tot 1981 lid van Provinciale Staten van Zeeland en van 1987 tot 2003 van Provinciale Staten van Utrecht.
Van 13 juni 1995 tot 7 juni 2011 was Van den Berg lid van de SGP-fractie in de Eerste Kamer. In die functie hield hij zich onder bezig met Volksgezondheid, Welzijn en Sport, Verkeer en Waterstaat, Economische Zaken en Sociale Zaken en Werkgelegenheid.
Na de gemeenteraadsverkiezingen van 2010 werd Van den Berg door de SGP van Staphorst gevraagd als informateur; hij adviseerde een coalitie te vormen van SGP, CDA en GB (lokaal liberaal). De ChristenUnie werd hiermee na jaren van coalitiedeelname door hem uitgesloten, waarmee de SGP koos voor een minder principieel en meer liberaal college in Staphorst.

### Overige werkzaamheden
Van den Berg was werkzaam in verschillende drogisterijen, waarna hij inkoophoofd werd van het farmacologisch laboratorium van de Universiteit van Amsterdam.
In 1987 ging hij als directeur aan de slag bij de Nederlandse Patiëntenvereniging en onder zijn leiding groeide het aantal leden van 9.000 bij zijn aantreden tot 70.000 bij zijn vertrek in 2000.
Voor zijn Kamerlidmaatschap vervulde Van den Berg directiefuncties op het terrein van de volksgezondheid. Van den Berg heeft onder meer de palliatieve zorg vorm gegeven, waarbij de kersttoespraak in 1996 van koningin Beatrix, die hierin een lans brak voor deze zorg, een ommekeer bleek te zijn.
Sinds 2006 was hij voorzitter van de Pro Life Raad die de inhoud van de Pro-Lifepolissen beoordeeld. Deze raad bestaat uit deskundigen op medisch, ethisch, politiek en economisch gebied.

## Persoonlijk
Van den Berg trouwde in 1958 en kreeg drie kinderen. Hij was lid van de Gereformeerde Gemeenten, die hij in Veenendaal diende als ouderling. Hij overleed in 2024 op 88-jarige leeftijd.
- Parlement.com: vg09llq7f8zu